# David Amess
David Anthony Andrew Amess (Plaistow, Inglaterra, 26 de março de 1952 - Leigh-on-Sea, Inglaterra, 15 de outubro de 2021) foi um político conservador britânico membro da Câmara dos Comuns por Basildon entre 1983 e 1997 e membro por Southend West de 1997 até 2021.
Nascido e criado em Essex, Amess estudou economia e governo na Bournemouth University e depois teve carreiras curtas como professor de escola primária, subscritor e consultor de recrutamento. Foi eleito conselheiro conservador por Redbridge em 1982 e MP por Basildon em 1983. Sua posição era vista como um termômetro, exemplificando o entusiasmo do "homem de Essex" pelo governo de Margaret Thatcher. Ocupou a cadeira na eleição de 1992, mas quando as mudanças nos limites o tornaram insustentável, ele se tornou MP por Southend West em 1997 até sua morte, 24 anos depois.
No governo, sua posição mais elevada foi como Secretário Privado Parlamentar de Michael Portillo por doze anos. Ele foi mais proeminente como um backbencher, servindo em muitos Comitês Selecionados e patrocinando várias peças de legislação, incluindo o Protection Against Cruel Tethering Act (1988) e Warm Homes and Energy Conservation Act (2000). As causas pelas quais ele fez a campanha incluíam o bem-estar animal, a homenagem a Raoul Wallenberg e o apoio às pessoas que sofrem de endometriose.
Católico, socialmente conservador, que se opunha ao aborto e ao casamento homossexual, suas opiniões políticas incluíam o apoio à reintrodução da pena capital e ao Brexit. Casou-se em 1983 e teve cinco filhos, incluindo a atriz Katie Amess.
Em 15 de outubro de 2021, Amess foi esfaqueado várias vezes enquanto realizava uma reunião eleitoral em Leigh-on-Sea. Ele morreu no local. Um cidadão britânico de 25 anos, de ascendência somali, que se acredita ter crenças islâmicas extremistas, foi preso no local sob suspeita de assassinato e desde então foi detido sob a Lei do Terrorismo.

## Primeiros anos e carreira
David Anthony Andrew Amess nasceu em 26 de março de 1952 em Plaistow, Essex (agora parte de Newham, Londres). De origem operária, era filho de James Amess, um eletricista, e de sua esposa Maud Martin, uma costureira. Amess foi criado como católico romano como sua mãe. Maud morreu em 12 de outubro de 2016 com 104 anos de idade.
Amess estudou na Escola Infantil e Júnior de Santo Antônio, depois na Escola Secundária de São Boaventura (agora Escola Católica de São Boaventura), uma escola independente em Boleyn Road em Forest Gate. Ele disse mais tarde na vida que seus interesses políticos derivavam de seu tempo em São Boaventura, onde ele defendia o Partido Revolucionista, cujas principais demandas eram por um mínimo de dinheiro para mesadas e a abolição do dever de casa. Quando se tornou um adulto, ele era um conservador. Quando criança, tinha gagueira e a terapia da fala para corrigir isso resultou na perda de seu sotaque cockney natural.
Amess foi para o Bournemouth College of Technology (agora Faculdade de Ciência e Tecnologia da Bournemouth University), onde se formou em economia e governo. Amess ensinou crianças com deficiência na Escola Primária São João Batista em Bethnal Green por um ano (1970–71), e então passou um curto período como subscritor (1974–76) antes de se tornar um consultor de recrutamento.
Entre outras coisas, além de professor ele trabalhou na indústria de seguros antes de se tornar um político em tempo integral. Ele foi um dos deputados conservadores mais antigos na legislatura, e no Parlamento foi o principal proponente, em 1988, de uma lei importante contra a crueldade com animais, exigindo que os fazendeiros evitassem o "sofrimento desnecessário" dos animais. Católico, em 2015 foi condecorado com o título de cavaleiro, o que lhe permitiu utilizar o tratamento de “sir ”.

## Vida pessoal
Ele e sua esposa Julia Arnold tiveram um filho e quatro filhas. Julia era assistente social em meio período para o marido. Sua filha mais velha é a atriz Katie Amess. Amess sempre apoiou o time da Premier League West Ham United e compareceu ao jogo final no Boleyn Ground em maio de 2016.
Como amante dos animais, sua família tinha vários animais de estimação. Em 2016, isso incluía um cão de resgate - uma pug chamada Lily. Lily foi sucedida por um buldogue francês chamado Vivienne que, em 2021, foi inscrito no Westminster Dog of the Year Show.
Amess era presidente da The Music Man Society, uma instituição de caridade local que oferecia oportunidades musicais para pessoas com deficiência mental. Ele apareceu com o grupo em apresentações no Royal Albert Hall e no London Palladium.

## Morte
Em 15 de outubro de 2021, David Amess estava em uma reunião eleitoral na Igreja Metodista de Belfair em Leigh-on-Sea quando foi esfaqueado várias vezes. Amess foi atendido no local, mas morreu.
A sua morte foi considerada um ataque terrorista e a polícia está a investigar se o suspeito – Ali Harbi Ali, um homem de 25 anos que já tinha sido referido no programa de combate ao terrorismo Prevent – tinha ligações ao radicalismo islâmico.